# Margarita Trlin
Margarita Trlin (Diadema Argentina, Comodoro Rivadavia, 2 d'abril de 1955) és una arquitecta argentina.

## Biografia
Va néixer el 2 d'abril de 1955 a Diadema Argentina, avui municipi de Comodoro Rivadavia.
Als 8 anys es va mudar amb la seva família a Paraná, província d'Entre Ríos. El 1973 es va inscriure a la Facultat d'Arquitectura de la Universitat Nacional de Córdoba, on va cursar fins a 1975, quan es va traslladar a la Universitat Catòlica de Córdoba. En temps de la dictadura, a l'agost de 1976, va ser detinguda, romangué un temps a Córdoba i un altre a Vila Devot, Buenos Aires. Va ser alliberada al març de 1977 per un decret del poder executiu, després de més de set mesos de captivitat.
El 1979 es va inscriure a la Universitat Catòlica de Santa Fe, on va finalitzar la carrera el 1981. En paral·lel va treballar en l'estudi dels arquitectes Juan Guareix i Jorge Boeykens i, posteriorment, en l'estudi ARTEC, format per Walter Grand, Màxim Melhem i Román Stur. Allí va conèixer el 1980 el també estudiant d'arquitectura Rubén Cabrera. Després de llicenciar-se, tots dos van contreure matrimoni el 1983, any en el qual també van fundar l'estudi d'arquitectura Cabrera-Trlin.

## Trajectòria
Trlin i Cabrera van treballar en l'empresa constructora Vidogar, on van projectar edificis d'habitatge col·lectiu per l'operatòria «Reactivació» del govern de Raúl Alfonsín. L'estudi creix amb el temps a partir de concursos i obres educatives, com la de la Facultat de Ciències de l'Educació de la UNER (1998) i l'Escola Normal Viale (1999).
El 1991 va començar a fer classes en la Facultat d'Arquitectura de la Universitat Nacional del Litoral, convidada per Màxim Melhem, treballà sobre el tema del disseny d'escoles. El 1994 es va incorporar al Ministeri d'Educació, Ciència i Tecnologia com a consultora del «Cens d'infraestructura Escolar CENIE 98»: realitzà disseny, anàlisi i diagnòstic de la infraestructura existent. El seu treball en el ministeri la va portar a aprofundir en la recerca sobre l'arquitectura per a l'educació i el 1998 va finalitzar un curs postgrau en infraestructura educativa impartit per la Universitat de Buenos Aires.
Entre els anys 2005 i 2008 va ser la responsable del «Programa PROMEDU» en la Direcció d'Infraestructura Escolar del Ministeri d'Educació i del «Programa Nacional 700 escoles», que tenia finançament del Banc Interamericà de Desenvolupament.
Al desembre de 2014 va ser aprovada la seva tesi de mestratge, denominada «Espais escolars innovadors: arquitectures per a l'educació en la formació de postgrau». Dirigeix equips de voluntariat universitari, extensió, xarxes interuniversitàries i recerca relacionats amb el tema. Per aquesta activitat rep l'any 2014, al costat de Rubén Cabrera i María Silvia Serra, el Premi Arquisur de Recerca, en la categoria d'Investigador Format.

## Premis i distincions
- El 2011 van obtenir el 2n Premi ARQ, regió NEA, per la Casa NZ.[8]
- El 2012 van guanyar el primer lloc en el concurs d'idees per a la posada en valor de la plaça Mansilla de Paraná.[9]
- El 2014 van obtenir el segon lloc del concurs d'avantprojectes per al nou temple de Chajarí.[10]